# Saveljevia hastata
Saveljevia hastata är en rundmaskart som beskrevs av Christian Wieser 1953. Saveljevia hastata ingår i släktet Saveljevia och familjen Enoplidae. Inga underarter finns listade i Catalogue of Life.